# Singleton Council
Singleton är ett lokalt självstyresområde i Australien. Det ligger i delstaten New South Wales, i den sydöstra delen av landet, omkring 140 kilometer norr om delstatshuvudstaden Sydney. Antalet invånare är 23 751.
Följande samhällen finns i Singleton:
- Singleton
- Jerrys Plains
- Broke
- Bridgman
- Camberwell
- Bulga
- Glendon Brook
- Putty
- Greenland